# トリノ・イタリア放送交響楽団
トリノ・イタリア放送交響楽団（伊: Orchestra Sinfonica di Torino della RAI）は、1931年にトリノで創立された、イタリア最初の放送交響楽団。1994年に、ローマ、ミラノ、ナポリの放送交響楽団と合併し、RAI国立交響楽団として再編された。

## 概要
ヴィットリオ・グイ、ヴィルヘルム・フルトヴェングラー、ヘルベルト・フォン・カラヤン、アントニオ・グァルニエリ、イーゴリ・ストラヴィンスキー、レオポルド・ストコフスキー、セルジュ・チェリビダッケ、カルロ・マリア・ジュリーニ、マリオ・ロッシ、ロリン・マゼール、トーマス・シッパーズ、ズービン・メータ、ヴォルフガング・サヴァリッシュ、クラウディオ・アバド、リッカルド・シャイー、リッカルド・ムーティ、ジュゼッペ・シノーポリなど、主要な指揮者が指揮をしている。
同交響楽団の全てのコンサートは Radio3 Rai によって放送された。また、多くの録音をCDやDVDとして発売していたことでも知られる。

## 歴代の首席指揮者
- アッティリオ・パレッリ（1932年 - 1934年）
- アリーゴ・ペドローロ（1932年 - 1934年）
- アルマンド・ラ・ローザ＝パローディ（1934年 - 1944年）
- アルベルト・エレーデ（1945年 - 1946年）
- マリオ・ロッシ（1946年 - 1969年）
- ピエロ・ベルージ（1969年 - 1972年）
- アルド・チェッカート（1990年 - 1992年）
- フランク・シップウェイ（1993年 - 1994年）